# Diastylopsis elongata
Diastylopsis elongata är en kräftdjursart som beskrevs av William Thomas Calman 1911. Diastylopsis elongata ingår i släktet Diastylopsis och familjen Diastylidae. Inga underarter finns listade i Catalogue of Life.